# Pro Monarquia
Pró Monarquia és una associació cívica i cultural sense ànim de lucre que té com a finalitat promoure, guiar i coordinar iniciatives destinades a restaurar la monarquia al Brasil.
Fundada l'any 1990, s'estableix sota els auspicis del cap de la Casa Imperial del Brasil i també representa el Secretariat de la Casa Imperial del Brasil. La funció de la Secretaria és publicar informació sobre la família imperial brasilera a les xarxes socials i al lloc web oficial i també enviar missatges a la gent.
L'organització també té la funció d'organitzar els viatges dels prínceps del Brasil al Brasil i al món.
La seu de l'organització es troba a São Paulo, Brasil.